# HD 105340
HD 105340，又名CP-74 880，SAO 256905、HR 4617，是一颗恒星，视星等为5.18，位于銀經300.13，銀緯-12.73，其B1900.0坐标为赤經12h 2m 33.6s，赤緯-74° -12.73′ 39″。